# Heinrich Kirchhoff (General)

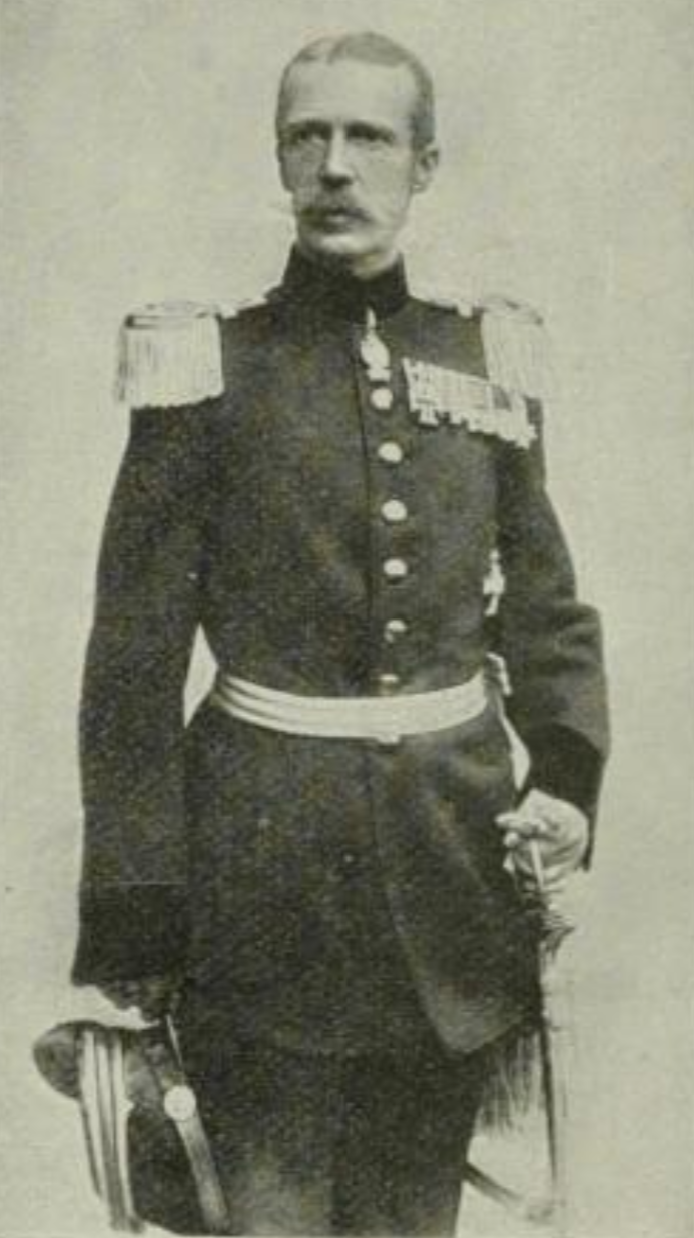
Heinrich Kirchhoff

Heinrich Christian Eberhardt Wilhelm Kirchhoff (* 5. Dezember 1849 in Stade; † 13. November 1919 in Dresden) war ein sächsischer Generalleutnant.

## Leben
Heinrich Kirchhoff trat am 21. Juli 1867 als Fahnenjunker in das 1. (Leib-) Grenadier-Regiment Nr. 100 der Sächsischen Armee ein. Am 17. Juli 1868 avancierte er zum Leutnant und wurde in das 2. Grenadier-Regiment Nr. 101 „Kaiser Wilhelm, König von Preußen“ unter Verwendung beim 6. Infanterie-Regiment Nr. 105 abkommandiert. Er rückte nach Ausbruch des Krieges gegen Frankreich mit seinem Verband an die Front und nahm an den Kämpfen bei Gravelotte, Verdun, Nouart und Beaumont sowie der Belagerung von Paris teil. Im Nachtgefecht bei Étrépagny wurde er verwundet.
Er wurde nach Kriegsende am 30. November 1871 zum Premierleutnant befördert und zum Dresdner Kadettenhaus kommandiert. 1874 kehrte er in sein Regiment zurück und wurde unter Beförderung zum Hauptmann am 24. Mai 1878 Kompaniechef im Regiment. Er blieb die weiteren Jahre in dieser Position und avancierte am 22. Juni 1888 zum Major beim 9. Infanterie-Regiment Nr. 133. 1889 wurde er Bataillonskommandeur im Schützen-(Füsilier-)Regiment „Prinz Georg“ Nr. 108 und am 19. April 1893 zum Oberstleutnant unter gleichzeitiger Versetzung als etatmäßiger Stabsoffizier im 7. Infanterie-Regiment „König Georg“ Nr. 106.
Am 19. April 1896 erfolgte seine Beförderung zum Oberst unter gleichzeitiger Verwendung als Kommandeur des Schützen-(Füsilier-)Regiment „Prinz Georg“ (Königlich Sächsisches) Nr. 108. Er blieb die nächsten Jahre bis 1899 in dieser Eigenschaft und wurde im selben Jahre zum Generalmajor befördert und zum Kommandeur der 7. Infanterie-Brigade Nr. 88 ernannt. In Genehmigung seines Abschiedsgesuches wurde er am 24. Juli 1903 zur Disposition gestellt und erhielt noch am 30. November 1905 den Charakter als Generalleutnants.